# برنامج ساليوت

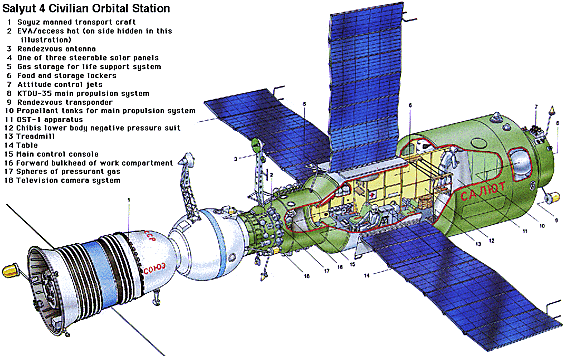
سالوت 4 وموصول بها مركبة فضاء سويوز Sojus.

ساليوت (بالروسية: Салют) أول برنامج محطة فضائية تابع للاتحاد السوفيتي. تضمن البرنامج سلسلةً من أربع محطات فضائية للبحث العلمي ومحطتين فضائيتين للاستطلاع العسكري مُجهزة للطاقم استُخدمت على مدار 15 عامًا، بين عامي 1971 و1986. فشلت عمليتا إطلاقٍ أخريان في البرنامج. من إحدى النواحي، هدف برنامج ساليوت إلى إجراء بحث طويل الأمد حول مشاكل العيش في الفضاء بالإضافة لمجموعة متنوعة من التجارب الفلكية والبيولوجية والمتعلقة بموارد الأرض. من ناحية أخرى، استخدم الاتحاد السوفييتي هذا البرنامج المدني كستارٍ لمحطات «ألماز» العسكرية شديدة السرية، التي أطلِقت تحت اسم برنامج ساليوت. أصبحت المحطة الأولى للبرنامج، ساليوت 1، أول محطة فضائية في العالم.
حطمت رحلات ساليوت العديد من الأرقام القياسية المتعلقة بالرحلات الفضائية، بما في ذلك العديد من الأرقام القياسية المتعلقة بمدة تلك الرحلات، وحققت أول تسليم مداري لمحطة فضائية من طاقم لآخر، والعديد من الأرقام القياسية المتعلقة بعمليات السير في الفضاء. كان برنامج «سويوز» الذي تبع برنامج ساليوت مهمًا في تطوير تكنولوجيا المحطات الفضائية من مرحلة التطوير الهندسي الأساسية، ومن المحطات ذات منافذ الإرساء الفردية إلى المواقع المدارية المعقدة ومتعددة المنافذ وطويلة الأمد ذات القدرات العلمية المتطورة، التي يستمر إرثها التكنولوجي حتى وقتنا الحاضر. مهدت الخبرة المُكتسبة من محطات ساليوت الطريق أمام محطات فضائية ذات وحدات متعددة مثل محطة «مير» و«محطة الفضاء الدولية» (آي إس إس)، إذ تمتلك هذه المحطات في بنيتها الأساسية وحدةً أساسيةً مُشتقة من برنامج ساليوت.
أصبحت مير 2 (دي أوه إس 8)، آخر مركبة فضائية في سلسلة ساليوت، إحدى أولى الوحدات الخاصة بآي إس إس. اعتمدت الوحدة الأولى لآس إس إس روسية الصنع، المُسمى «زاريا»، على التقنيات التي طُورت في برنامج ساليوت بشكل كبير.

## نظرة تاريخية
تألف برنامج ساليوت من محطات «دي أوه إس» DOS (محطة مدارية متينة) المدنية ومحطات «أوه بّي إس» OPS (محطة مدارية موجهة):
- صُممت نوى محطة ألماز أوه بّي إس الفضائية في أكتوبر 1964 من قبل منظمة «أوه كاي بي 52» الخاصة بـ «فلاديمير تشيلومي» كمحطات فضائية عسكرية، قبل وقت طويل من بدء برنامج ساليوت.[1] بالنسبة لساليوت، كان لا بد من إجراء تعديلات صغيرة على منفذ إرساء أوه بّي إس لاستيعاب مركبات سويوز الفضائية بالإضافة إلى مركبات «تي كيه إس» الفضائية.
- صُممت نوى محطة دي أوه إس الفضائية المدنية من قبل منظمة «أوه كاي بي 1» الخاصة بـ «سيرجي كوروليف». انخرط كوروليف وتشيلومي في منافسة شرسة في الصناعة الفضائية السوفياتية خلال فترة برنامج المهمات القمرية المأهولة، ولكن جُمع تصميم هيكل أوه كاي بي مع أنظمة فرعية مُشتقة من تصميم أوه كاي بي 1 الخاصة بسويوز. جرى ذلك في البداية مع العمل المفاهيمي في أغسطس 1969.[2] اختلفت دي أوه إس عن وحدات أو بّي إس في عدة جوانب، بما في زيادة عدد الألواح الشمسية، ومنافذ الإرساء الأمامية (في ساليوت 6 و7) والخلفية لمركبة سويوز الفضائية ومركبة تي كاي إس الفضائية، وأيضًا المزيد من منافذ الإرساء في دي أوه إس 7 و8 للالتحام مع مزيد من وحدات المحطة الفضائية.[3]

أدرك الاتحاد السوفيتي أن محطات دي أوه إس المدنية اللاحقة لا يمكنها العمل كستارٍ على برنامج ألماز العسكري فحسب، ولكن يمكن أيضًا الانتهاء منها في غضون عام واحد وقبل عام على الأقل من ألماز. بدأ برنامج ساليوت في 15 فبراير 1970 بشرط ألا يتأثر البرنامج القمري المأهول. ومع ذلك، فقد اتضح للمهندسين في أوه كاي بي 1 أن الجهود المبذولة على مركبة الهبوط القمرية «إل 3» قد واجهت طريقًا مسدودًا وحوّلوا تركيزهم فورًا إلى العمل على دي أوه إس. في النهاية، اتضح أن الصاروخ السوفيتي «إن 1» لم يُحلق بنجاح أبدًا، لذا فإن قرار أوه كاي بي 1 بالتخلي عن البرنامج القمري، وتصميم محطة دي أوه إس الفضائية اعتمادًا على الأنظمة الفرعية الموجودة في سويوز وهيكل ألماز/أوه بّي إس، كان صحيحًا: استغرق الوقت الفعلي، من ولادة فكرة محطة دي أوه إس إلى إطلاق محطة ساليوت 1 القائمة على دي أوه إس، 16 شهرًا فقط؛ أُطلِقت أول محطة فضائية في العالم من قبل الاتحاد السوفيتي، قبل عامين من إطلاق محطة «سكايلاب» الأمريكية أو أول محطة ألماز/أوه بّي إس.
في البداية، تقرر تسمية محطات الفضاء باسم «زاريا»، التي هي كلمة روسية التي تعني «الفجر». ومع ذلك، عندما جرى الاستعداد لإطلاق أول محطة في البرنامج، أدرك السوفييت أن هذا سيتعارض مع رمز نداء زاريا في مركز مراقبة المهمات الفضائية (تي إس يو بّي) في مدينة كوروليوف - وبالتالي غُير اسم المحطات الفضائية إلى ساليوت قبل إطلاق ساليوت 1 بفترةٍ قصير. قُدم تفسير آخر مفاده أن الاسم ربما أساء إلى الصينيين، الذين زعموا أنهم كانوا يستعدون لإطلاق صاروخٍ جديد أطلقوا بالفعل عليه اسم «الفجر». أُدير برنامج ساليوت من قبل «كريم كريموف»، الذي كان رئيس لجنة الدولة لمهمات سويوز.
أُطلِق ما مجموعه تسع محطات فضائية خلال برنامج ساليوت، وقد استضافت ست محطات أطقم رواد الفضاء بنجاح وحققت بعض الأرقام القياسية طوال تلك الفترة. مع ذلك، فقد أصبحت ساليوت 6 و7 المحطتان الرئيسيتان في البرنامج. خلال فترة إقامة جميع رواد الفضاء ساليوت البالغة 1679 يومًا، أمضى رواد الفضاء 1499 يومًا في ساليوت 6 و7. في حين أن محطة سكايلاب قد زُودت بالفعل بمنفذٍ ثانٍ للرسو، فقد كانت هاتان المحطتان أول من استخدم منفذي إرساء: أتاح ذلك رسو مركبتي سويوز في نفس الوقت لتبادل الطواقم مع المحطة الفضائية ومركبة «بروغريس» الخاصة بإعادة تزويد المحطة بالمؤن، ما سمح لأول مرةٍ بالإقامة الدائمة في المحطات الفضائية بشكلٍ مستمر.
استمر إرث برنامج ساليوت في العيش مع محطة مير، أول محطة فضائية متعددة الوحدات، من خلال وحدة مير المركزية (دي أوه إس 7)، التي قضى فيها رواد الفضاء 4592 يومًا، وفي محطة الفضاء الدولية (آي إس إس) مع وحدة «زفيزدا» (دي أوه إس 8)، التي قضى فيها رواد الفضاء 4310 يومًا حتى 21 أغسطس 2012. علاوةً على ذلك، اشتُق تصميم وحدات البضائع الوظيفية للمحطة الفضائية من برنامج ألماز، ولا زالت وحدة زاريا الخاصة بآي إس إس تعمل إلى جانب وحدة زفيزدا.

## بناء سالوت 6 وسالوت 7
تتكون كلتا المحطتان سالوت 6 و 7 من ثلاثة أجزاء اسطوانية. ويبلغ قطر جزة المقدمة نحو 2 متر وكان مزودا بنفق للاشتباك. ويبلغ قطر الجزء الأوسط نحو 3 متر، وقطر الجزء الثالث 15و4 متر وطوله 4 متر. وكان الجزء الثالث مصمما لإقامة رواد الفضاء وكان في نفس الوقت مختبرا لاجراء التجارب في انعدام الجاذبية. وزود الجزء الثالث أيضا بمحرك صاروخي يمكن به إجراء مناورات الاشتباك والالتحام بالمركبات الفضائية وكان مزودا بنفق أخر لذلك الغرض.
تتصل بالجزء الأوسط ثلاثة أشرعة ضوئية لاستقبال أشعة الشمس وتحويلها إلى طاقة كهربائية لتزويد المحطة بالطاقة. ويبلغ الطول الكلي للمحطة 15 متر، وتزن 20 طن. وقد أقلعت على متن صاروخ بروتون القوي لتتخد مدارها حول الأرض.

## البرنامج
أطلقت محطة الفضاء سالوت 1 عام 1971، وتتابعت إطلاق المحطات السوفيتية، وكان إطلاق المحطة سالوت 7 في عام 1982.